# Gare au gorille
Ne doit pas être confondu avec Le Gorille (chanson).
Pour plus de détails, voir Fiche technique et Distribution.
Gare au gorille (The Gorilla Mystery), est un court métrage d'animation de Mickey Mouse, sorti le 22 septembre ou le 10 octobre 1930.

## Synopsis
Mickey consulte les informations et apprend qu'un gorille s'est échappé. Paniqué, Mickey appelle Minnie, qui n'est nullement effrayée, chantant une chanson pour le montrer. Mais le gorille arrive derrière elle et l'attrape. Mickey court précipitamment pour la sauver.

## Fiche technique
- Titre original : The Gorilla Mystery
- Titre français : Gare au gorille
- Série : Mickey Mouse
- Réalisateur : Burt Gillett
- Voix : Walt Disney (Mickey), Marcellite Garner (Minnie)
- Animateur[1]  : Charles Byrne, David Hand
- Producteur : Walt Disney, John Sutherland
- Société de production : Walt Disney Productions
- Distributeur : Columbia Pictures
- Date de sortie : 22 septembre[1] ou 10 octobre[2] 1930
- Format d'image : Noir et Blanc
- Durée : 7 min
- Musique : Carl W. Stalling
- Langue : (en)
- Pays :  États-Unis

## Commentaires
Le thème du film sera repris en 1933 dans The Pet Store, Mickey sauvera encore Minnie d'un gorille.